# مقاطعة كلينتون (ميزوري)
مقاطعة كلينتون (بالإنجليزية: Clinton County)‏ هي إحدى المقاطعات في ولاية ميزوري في الولايات المتحدة الأمريكية.